# Штранд (пляж, Нови-Сад)
Штранд — пляж на берегу Дуная в городе Нови-Сад, Сербия. Он расположен вблизи моста Свободы в городе-квартале Лиман. Открыт в 1911 году.
Его название происходит от немецкого Strand, что означает «пляж». Причиной происхождения этого названия является большое количество немцев (в первую очередь Donauschwaben), которые жили в городе Нови-Сад во времена открытия пляжа.